# Lofoten
Lofoten med ca. 24.500 indb. og et areal på 1227 km² er en norsk øgruppe i det nordlige Atlanterhav. Hovederhvervet er fiskeri.
Lofoten hedder på nordsamisk Lofuohta eller Váhki. Lofoten betyder „losfod“ fra „ló“, vestnordisk for los, og „foten“, foden (næs). Lofot var det oprindelige navn for øen Vestvågøy. Distriktet består af de seks kommuner Vågan, Vestvågøy, Flakstad, Moskenes, Værøy og Røst. Administrativt hører Lofoten til Fylket (amt) Nordland. Den største by er Svolvær på Austvågøy. Lofoten er kendt for en særegen natur med fjelde og tinder, hav, strande og store, uberørte landområder. Den traditionelle hovedernæring er fiskeri, men turismen har efterhånden fået en større betydning.
Lofoten er kendt for sit fiskeri. Om sommeren mest sej, og om efteråret sild. Men det største fiskeri er torskefangsten fra januar til april. I Lofotens fiskerivirksomheder saltes torsken, tørres, fryses eller bearbejdes til konserves.

## Lofotens historie
De første mennesker kom til Lofoten for ca. 6000 år siden. Stenalderfolket levede af fiskeri og fangst i et område med gode levevilkår. Fund viser at de brugte fiskekroge af ben og horn. Hele Lofoten var dengang dækket af store fyr og birkeskove. Her var det hjort, bjørn, vilde rensdyr, los og bæver, og havet ydede fisk, sæl og hval.
Men det er sæsonfiskeriet efter torsk, der begyndte i vikingetiden, som har haft størst betydning for udviklingen i Lofoten. Naturen er sådan indrettet at der hvert år fra januar til april kommer store mængder skrei (norsk-arktisk torsk) fra nord til havområderne omkring Lofoten for at gyde. Sagaen beretter, at kong Øystein i begyndelsen af 1100-tallet bestemte, at der skulle bygges rorbuer. Der opstod efterhånden flere bosteder med høvdingegårde. De store fiskeforekomster gav også grundlaget for et af Nordnorges største høvdingsæder i Borg på den nordlige del af Vestvågøy.
Ved Kabelvåg finder man beliggenheden for Nordnorges eneste bydannelse i middelalderen. Fra begyndelsen af det 14. århundrede beherskede norske og tyske købmænd fra Bergen handelen med fisk. Dette var begyndelsen til en 600 år lang økonomisk dominans.
De gydende torsk kom i så store mængder at der var mere end rigeligt til befolkningen i Lofoten. De lokale beboere drev foruden fiskeri også små landbrug. Tusinder af tilrejsende fiskere kom derfor i sæsonen fra hele Nordnorge for at deltage i Lofotfiskeriet. De måtte sejle og ro over store afstande i åbne både, ofte blev de traditionelle nordlandsbåde brugt. I fiskeværene lejede de rorbuer til at bo i, og her kunne de få solgt deres fangst. Rorbuerne blev udlejet af værejerne, også kaldt "nessekonger". De var grundejere og havde eneret på at drive handel, købe fiskene og udføre tørringen af dem. Loven af 1857 om et frit hav og et frit fiskeri under offentlig kontrol gjorde at fiskevær-ejere fik mindre magt, men sikrede deres totale magt over fiskeværet. Efterhånden kom dampskibene, de behøvede større havne og handelen tog nye veje. Fra 1860erne kom de store sildestimer som skabte grundlaget for velstand og tilflytning. Værejernes storhedstid var fra begyndelsen af 1800-tallet og til omkring 1970. Efterhånden fik fiskerne motorer i bådene, det gjorde dem mere mobile, og kunne dermed lettere flytte fra det ene fiskevær til det andet og fiskevær-ejerne mistede deres indflydelse.

## Byer
- Svolvær (4.630 indb. 2016) (Vågan) er Lofotens største by. Svolvær huser Lofoten tingrett. Byen har dagligt anløb af Hurtigruten og daglig afgang med hurtigbåd til Bodø og Hamarøy.
- Leknes (3.418 2017) (Vestvågøy) er et få steder på Lofoten som ikke er baseret på fiskeri, og som ikke har centrum ved havet. På grund af dette, og fordi stedet har oplevet stærk vækst de sidste år.
- Kabelvåg (1.844 2017) (Vågan) er Lofotens ældste fiskerleje og tidligere. Det var her den kommercielle del af lofotenfiskeriet startede for over 1000 år siden.
- Gravdal (1.638 2017) (Vestvågøy) ligger Lofotens Sygehus og flere skoler. Buksnes kirke i dragehovedstilen fra 1905 ligger i Gravdal.
- Stamsund (1.091 2017) (Vestvågøy) har et rigt kulturliv med to teatergrupper, samt alpinbakke. Overnatningsmulighederne er to rorbuanlæg og et vandrehjem.
- Ballstad (831 2017) (Vestvågøy) er et gammelt fiskerleje, og har også i nutiden en betydelig fiskerflåde og flere fiskefabrikker.
- Sørland (765 2016) (Værøy) er administrationscenter for Værøy kommune, og ligger på det sydøstlige Værøy.
- Sørvågens (439 2017) (Moskenes) hovederhverv er fiskeri og turisme. Stedet er et skolecenter og har dagligvarebutikker, fiskebrug, post, restaurant. Der går bilfærge fra kirkestedet Moskenes til Bodø og Værøy/Røst.
- Henningsvær (488 2017) (Vågan) er et vigtigt fiskerleje med tørfisk som speciale. I sommermånederne er turisme et vigtigt erhverv, og Henningsvær har flere overnatnings- og serveringssteder.
- Røst (551 2016) er Lofotens sydligste kommune. Røst består af 365 øer. Røstlandet er den største ø i kommunen. Syd for Røstlandet ligger øen og fjeldet Storfjellet (259 moh.).
- Reine (312 2017) (Moskenes) er et fiskevær. Øerne på Reine er bundet sammen med broer, og Europavej E10 passerer stedet. Reine har været et handelssted siden 1743.
- Napp (210 2017) Flakstad er et lille fiskerleje. Det er børnehave, lægehus og skole med 7 klassetrin og 17 elever.
- Å (100 2017) (Moskenes) har traditionelt har været et fiskevær med bl.a. tørfiskproduktion og trandamperi. I Å findes to museer: Lofoten Tørfiskmuseum og Norsk Fiskeværsmuseum.

- Svovlvær
- Hovedgaden i leknes
- Kabelvøg
- Gravdal havn
- Stamsund
- Ballstad
- Sørland
- Å i Lofoten
- Henningsvær
- Røst
- Reine
- Å

## De større øer
Hovedøerne er fra nord mod sydvest:
- Austvågøy (526,7 km²) består overvejende af fjelde, som mod Raftsundet når op til over 1000 moh. Højeste punkt er Higravstind på 1.146 moh. På øen ligger Lofotens største by, Svovlvær, og det gamle fiskerleje Kabelvåg.
- Gimsøy (46,4 km²), med ca. 180 indbyggere, ligger mellem Austvågøy og Vestvågøy. Gimsøy har butik, børne- og ungdomsskole. Hovederhvervet er landbrug, men også fiskeri og turisme er vigtige indtægtskilder på øen. Fra E 10 går der en vej rundt om hele øen
- Vestvågøy (411,1 km²), med ca. 11.400 indbyggere, er Lofotens folkerigeste ø. Leknes ligger geografisk midt i Lofoten, ca. 68 km vest for Svolvær og ca. 65 km øst for Å.
- Flakstadøya (109,8 km²), med ca. 1150 indbyggere, er forbundet med Vestvågøya gennem Nappstraumtunnelen, der er 1.728 meter lang, og med Moskenesøya med Fredvangbroerne (bygget i 1988) og Kåkern bro (bygget i 2003).
- Moskenesøya (185,9 km²), med ca. 1350 indbyggere, er en stejl og bjergrig ø. Højeste punkt på øen er Hermannsdalstinden på 1029 moh. Øens bebyggelser ligger på syd og østsiden.
- Værøy (15,74 km²) har ca. 750 indbyggere. Foruden fiskeriet er turismen efterhånden blevet en vigtig faktor. De vigtigste seværdigheder er de gamle ørnefangesteder og Værøy gamle kirke, som blev bygget i Kabelvåg i 1714 og flyttet til Værøy i 1799. Lofotens ældste kirke.
- Røstlandet (3,6 km²). De fleste af øgruppen Røst's ca. 550 indbyggere bor på hovedøen Røstlandet, nogen af de andre øer er også beboet. Disse er knyttet til Røstlandet med veje, dæmninger og broer.

- Gimsøystraumen Bro set mod Austvågøya
- Gimsøy's trækirke fra 1876
- Vestvågøy ved Leknes
- Djupfjorden på Moskenesøya
- Fjeldet Nupen (282 moh.) på Værøya
- Røst set fra Værøya
- Røstlandet

## De mindre øer
- Stormolla (35,16 km²) er en ø med ca. 40 indbyggere, øst for Svolvær. Det højeste punkt er Heggedalstind på 751 moh. De to største bygder på Stormolla er Brettesnes og Ulvåg. Brettesnes ligger længst mod syd, og har ca. . 20 fastboende, men tidligere var der blandt andet en sildeoliefabrik på stedet, men den blev nedlagt i 1990. Ulvåg ligger på øens østside og har ca. 20 fastboende. I 2001 åbnede den 13,4 kilometer lange fylkesvei mellem Ulvåg og Brettesnes. Der sejler en færge fra Finnvika til Digermulen på Hinnøya
- Litlmolla (10 km²) ligger øst for Svolvær, mellem Stormolla og Skrova. Højeste punkt er Nonstinden på 543 moh. Øen har tidligere været beboet, men er i nutiden ubeboet.
- Skrova (3,83 km²) er en øgruppe i Vestfjorden, ca. 8 km sydøst for Svolvær, med Storskrova, Heimskrova og Nautøya som de største øer. Øernes højeste punkt er Skrovafjellet på Storskrova som har en højde på 281 moh. Øen er ubeboet undtaget et lille område nordvest med broforbindelse til fiskesværet Skrova som ligger på en lille holm på nordvestsiden af øgruppen, koncentreret omkring sundet Skrovkeila, og har ca. 200 indbyggere som i hovedsagelig er bosat på Heimskrova. Storskrova og fire andre holme er forbundet med Heimskrova med moler og en bro. Fiskeværet er kendt for sin tilknytning til Lofotfisket og hvalfangsten. Der er en folkeskole, gæstehus og dagligvarebutik. Fiskerlejet Skrova var et privilegeret handelssted fra 1760, og var længe det største fiskeværi Lofoten på grund af den korte ro-afstand ud til fangstpladserne. Skrova anløbes af Nordlandsekspressen på ruten mellem Svolvær og Bodø i og hver dag er der afgange med bilfærge til Svolvær og Skutvik. På Saltværøya ligger det 24,5 meter høje Skrova fyr som blev opført i 1922. Før det faste fyr blev bygget, stod der et mindre fiskefyr på Skjåholmen.
- Mosken (1,4 km²) er en ubeboet ø mellem Værøy og Moskenesøya. Det højeste punkt er Wilhelmstind på 385 moh. Mosken blev tidligere brugt til græsning for får, både sommer- og vinter. Mosken og holmene omkring er er et vigtigt yngleområde for topskarv, lomvie, stor stormsvale, lille stormsvale, edderfugl og tejst. På holmen Svarven lige udenfor Mosken havde fiskerne tidligere rorbuer og ophold under sejfiskeriet i august og september. Mellem Moskenesøya og Mosken går Moskstraumen, en af de kraftigste havstrømme i verden.

- Stormolla set fra Raftsundet
- Litlmolla set fra Svolvær
- Skrova med Lille Molla i baggrunden.
- Skrova fyr
- Mosken set fra Værøya

## Natur og geografi
Lofoten består af mere end 50 procent paleo-proterozoisk grundfjeld fra 1 870 – 1 790 millioner år før hvor tid. De magmatiske bjergarter mange steder i Lofoten og Vesterålen størknede hurtigt, i løbet af de 10 millioner år frem til 1 790 millioner år siden, og er omtrent lige gamle som bjergarterne i Vest-Troms. Masserne stammer fra kappen, og magmaen strømmer opover og blander sig delvist med det arkæiske grundfjeld, og størkner allerede dybt nede i jordskorpen. De almindeligste bjergarter i denne struktur er mangerit og charnoctit, for eksempel rundt om sundet Raftsund og nedover Austvågøy. Mellem grundfjeldsstrukturene finder vi på lavslettene på Vestvågøy og Austvågøy også betydelige indslag af paleo-proterozoisk glimmergnejs som er 1 870 – 1 770 millioner år gamle, men måske indtil 2 100 millioner år. Disse strukturer består også af carbon og marmor, med indslag af jern, kvarts og mørk brungul feldspat.
Mod vest på Moskenesøya finder vi også et endnu ældre, arkæisk grundfjeldsskjold af indtil 2 500 millioner års alder, bestående for det meste af gnejs og migmatit. Udover Lofoten er arkæisk grundfjeld almindelig på Hinnøya i øst og i Vesterålen i nord. Mange af formationerne har fået senere forkastninger og stræk. Desuden er fjeldene stærkt eroderet.
I havet ud for Lofoten og Vesterålen er derimod grundfjeldet på havbunden dækket af yngre sedimenter.
Lofoten ligger cirka 100 til 300 km nord for polarkredsen i Atlanterhavet, adskilt fra fastlandet af havområdet Vestfjord. Området ligger mellem den 67. og 68. breddegrad og grænser sig mod nordøst af sundet Raftsund fra den mere mod nord beliggende region og øgruppe Vesterålen. De største øer er forbundet med broer eller tunneller. På øen Austvågøy, tilhører den sydlige del Lofoten, den nordøstlige del til kommunen Hadsel som tilhører Vesterålen. Også den sydvestlige spids af øen Hinnøya gælder som en del af Lofoten, fordi den tidligere kun kunne nås med båd fra Svolvær.

## Klima
Den nordlige udløber af Golfstrømmen sørger for et relativt mildt klima i Lofoten. Ekstremtemperaturer og nedbør (1961–1990)
| Værdi                         | jan.  | feb.  | mar.  | apr. | maj  | jun. | jul. | aug. | sept. | okt. | nov.  | dec.  |
| ----------------------------- | ----- | ----- | ----- | ---- | ---- | ---- | ---- | ---- | ----- | ---- | ----- | ----- |
| Højeste målte temperatur (°C) | 9,0   | 8,5   | 8,6   | 15,0 | 21,8 | 30,4 | 29,8 | 26,9 | 22,1  | 16,4 | 11,6  | 11,2  |
| Laveste målte temperatur (°C) | −12,7 | −15,1 | −12,3 | −8,5 | −3,4 | −1,2 | 3,7  | 3,9  | −1,4  | −4,5 | −10,7 | −15,1 |
| Nedbør (mm)                   | 69    | 53    | 54    | 47   | 39   | 42   | 57   | 60   | 86    | 117  | 87    | 91    |

## Trafik
Hovedvejen Europavej E10 begynder i Å og fører efter 170 km til færgehavnen Fiskebøl , hvor der går en færge til Melbu på øen Hadseløya. Fra Fiskebøl går E10 videre gennem en tunnel og broer over til det norske fastland.
Lofoten har overvejende asfaltveje. Der er ikke så store afstande, længden fra Fiskebøl til Å, langs med E10, er cirka 161 kilometer. Der er ti tunneler, med en samlet længde på 7,5 kilometer.
Der er busforbindelser til Vesterålen og Bodø/Fauske med tilslutning til tog i Bodø.
Den 1. december 2007 blev fastlandforbindelsen – Lofast – åbnet, som fører fra Fiskebøl over øen Hinnøya til Gullesfjordbottn inderst Gullesfjorden. Dermed er Lofoten for første gang i sin historie forbundet over en landforbindelse med fastlandet.
Hurtigrutens skibe lægger til på Lofoten i Stamsund og Svolvær. Fra Svolvær til Skutvik sejler en bilfærge, som forbinder Lofoten med hovedvejen Europavej E6. En anden vigtig færgeforbindelse er bilfærgen fra Moskenes til Bodø. Mellem Svolvær og Bodø er der en hurtigbådssforbindelse.
Vesterålen kan nås via en bilfærge fra Fiskebøl til Melbu.
Lofoten har tre flyvepladser, ved Svolvær, Leknes og på øen Røst. derudover er der en helikopterlandingsplads på øen Værøy. Alle flyvepladser beflyves flere gange daglig fra Bodø. Siden april 2017 har der en gang om ugen været direkte flyforbindelser fra Oslo til Svolvær og Leknes. Flyvetiden varer cirka 2,5 time. Lufthavnen Harstad/Narvik, som er forbundet med øgruppen over hovedvejen E10, tilbyder dagligt flere flyvninger til Oslo.

## Galleri
- Rorbuer i Stamsund
- Nusfjord
- Svolvær
- Fiskerbåde i Svolvær
- Cirrussky over Lofoten
- Gimsøystraumen er et 18 kilometer langt sund ved Vestvågøy
- Steinsfjorden ved Vestvågøy
- Trolltinderne og Trollfjorden set fra Hinnøya

## Turisme
- På grund af Golfstrømmen har Lofoten et mildere klima end andre dele af verden på samme breddegrader. Fra slutningen af maj og til midten af juli er der muligheder for at se midnatssolen, mens nordlyset kan observeres på nattehimlen mellem september og midten af april. Det vekslende lys har altid været en inspirationskilde for kunstnere, der er blevet draget til området i mange årtier. Derfor er der mange kunstgallerier og fotoudstillinger på øerne.

- Lofoten er kendt for de mange små fiskerlejer. Fra 1960erne blev de bedste af rorbuerne restaureret og udlejet til turister. Ligheden med de oprindelige hytter er deres karakteristiske placering på pæle eller sten i eller ved vandet.
- Lofotr Vikingmuseum er et kulturhistorisk museum i udgravningsområdet Borg på Vestvågøy, der er bygget op omkring en rekonstruktion samt arkæologiske udgravninger fra vikingetiden. Museet er åbent hver dag fra maj til midten af september. Resten af året har det reducerede åbningstider. Museet viser hverdagslivet som man tror det udspandt sig i de første år efter, at det blev bygget. Landskabet rundt om Borg antages at være forholdsvis uændret fra den tid, og holdes delvis vedlige ved hjælp af får.
- Norsk Fiskeværsmuseum er et museum i Å, Moskenes kommune. Museet omfatter en række bygninger og en fiskerbåd i det nedlagte fiskerleje . Udstillingerne viser livet i fiskeværene langs norskekysten og arbejdet i lofotfisket de sidste 250 år. Kystmuseet blev stiftet i 1987 og åbnede året efter. Blandt bygningerne findes et bådhus, et trandamperi, en smedje, et bageri og et fiskerhjem.